# Rhizomys sinensis
Rhizomys sinensis, também conhecido como rato de bambo Chinês , é uma espécie de roedor da família Spalacidae. Pode ser encontrado na China, Mianmar, e Vietnã.